# Criptofasia

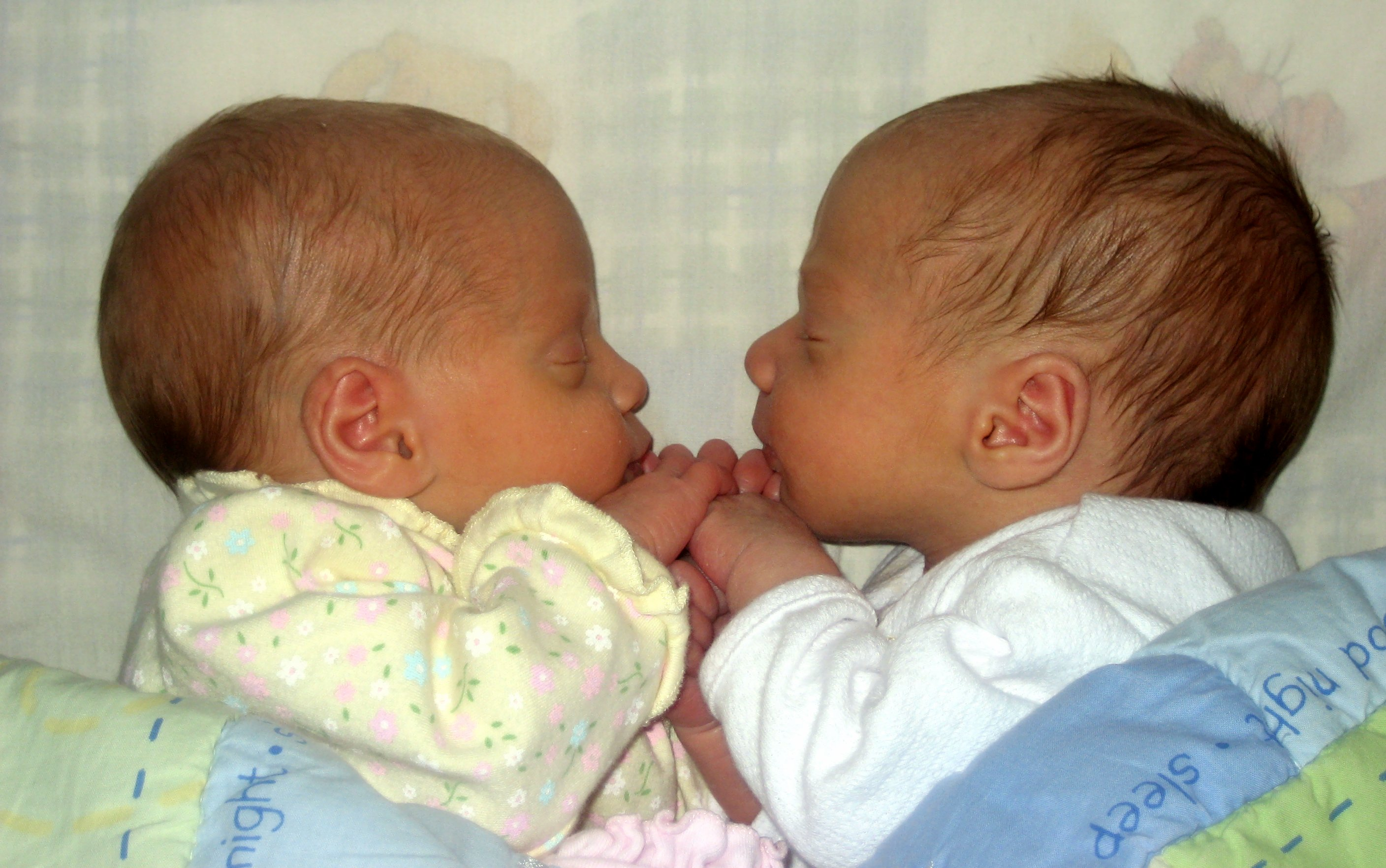
Criptofasia es el lenguaje propio que desarrollan los gemelos en sus primeros años de vida.

La criptofasia es un término empleado para describir un lenguaje secreto desarrollado por dos o más personas, pero en número muy reducido, generalmente por hermanos gemelos y mellizos, a veces, por parejas especiales o amigos muy cercanos. Este concepto fue estudiado por René Zazzo en 1960, y está relacionado con el concepto de idioglosia.